# ラディカル・エコノミックス
ラディカル・エコノミックス（Radical Political Economy、ラディカル政治経済）とは、1960年代半ばに、アメリカ社会の社会経済問題（ベトナム戦争・公害・ヒエラルヒーなど）をマルクス経済学や制度派経済学の方法を援用して研究した経済学の一思潮である。Radical Political Economyは、日本では「ラディカル・エコノミックス」、「ラディカル派」等の呼称が用いられる。
- ラディカル政治経済の学者
  - サミュエル・ボールズ
  - ハーバート・ギンタス